# Břetislav Novotný (konstruktér)
Břetislav Novotný (21. června 1892 Hulín – 9. ledna 1965 Praha) byl český inženýr, automobilový konstruktér, dlouholetý šéfkonstruktér automobilového oddělení v letecké továrně Aero, továrna letadel dr. Kabeš v pražských Vysočanech.

## Život

### Mládí
Narodil se v Hulíně u Kroměříže, rodina se pak zřejmě přestěhovala do Brna. Nastoupil na brněnskou reálku a po jejím absolutoriu začal roku 1911 studovat letecké inženýrství v Belgii. V roce 1914 přerušuje jeho vysokoškolská studia první světová válka a Novotný musel narukovat na frontu. Po návratu z války si roku 1919 otevřel v domě své matky v Líšni u Brna malou dílnu, kde zahájil konstrukční práce na vlastních konceptech automobilů. Jeho primárním cílem bylo vytvořit na výrobu jednoduché a případně cenově dostupné vozidlo.

### První konstrukce

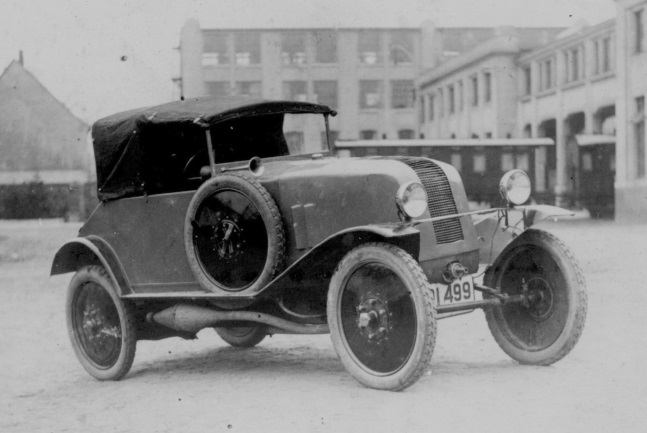
Automobil Omega Břetislava Novotného (1923)

Roku 1922 přesídlil Novotný do Prahy, kde ve své dílně vytvořil model lehkého automobilu Novo. O rok později zkonstruoval další automobil, Omega, jakožto návrh lidového automobilu. V roce 1924 vytvořil pak třetí vlastní konstrukci automobilu Disk, který začal být sériově vyráběn v závodu Zbrojovky Brno v brněnských Židenicích. Jednalo se o první sériově vyráběný automobil s dvoutaktním motorem v Evropě. Roku 1925 se Břetislav Novotný rozhodl přerušit spolupráci se Zbrojovkou a se svým společníkem Františkem Kolandou založili v Praze automobilovou dílnu pod značkou ENKA, která skrývala počáteční písmena příjmení obou zakladatelů.

### Aero

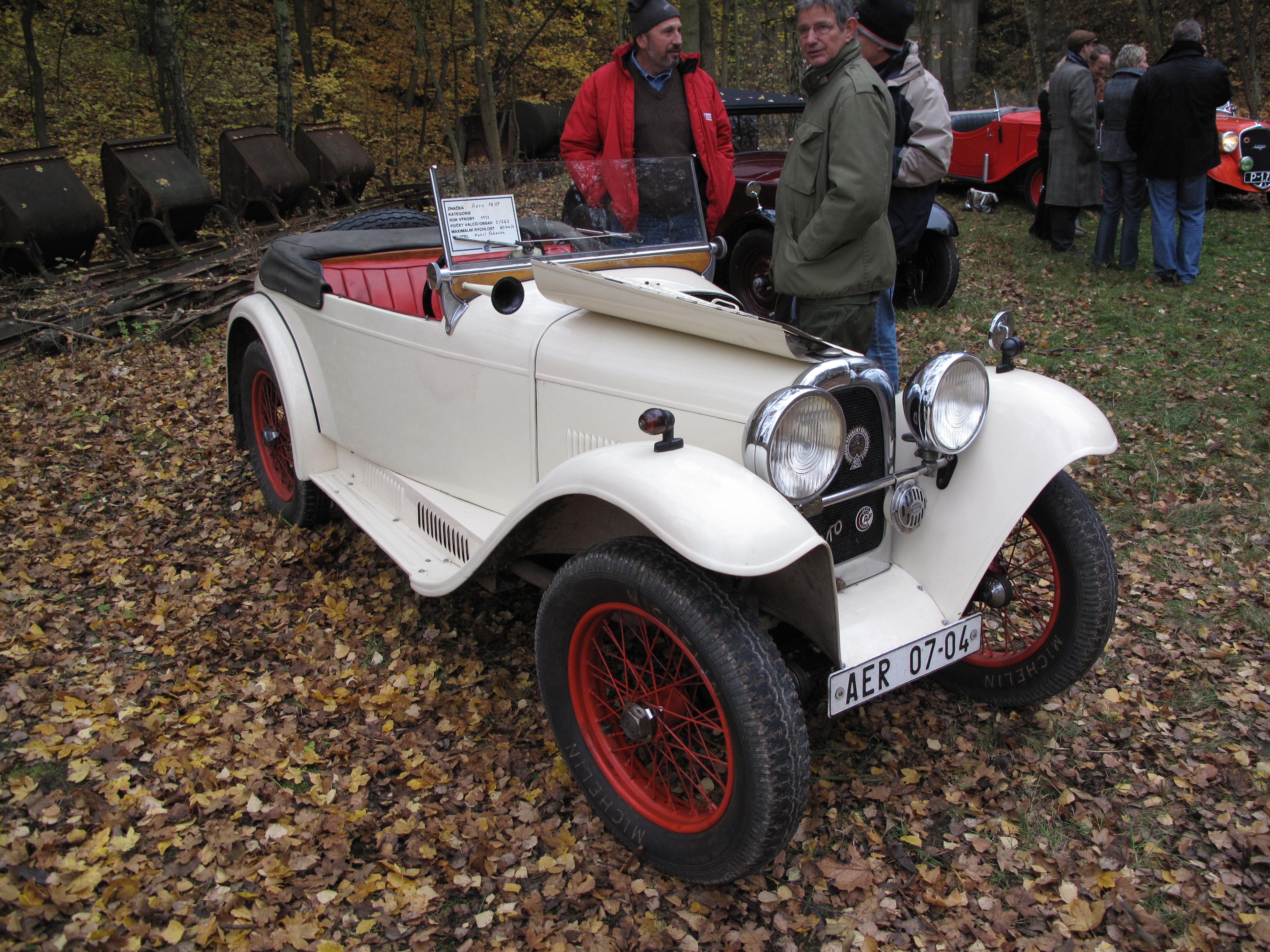
Aero 500 kabriolet (1930)

Roku 1928 se při nebezpečné dopravní situaci ve Vysočanech, která málem skončila dopravní nehodou, se Novotný za volantem svého automobilu Disk seznámil s obchodním ředitelem místní letecké továrny Aero továrníka Vladimíra Kabeše Václavem Šorelem, který velmi obdivoval konstrukci prototypového vozu. Břetislav Novotný přijal nabídku stát se šéfkonstruktérem právě otevíraného automobilového oddělení a z konceptu svého nového vozu vytvořil model uvedený do sériové výroby jako Aero 500 (Aero 10). Sériová výroba vozu probíhala v letech 1929 až 1931.
Novotný působil na vedoucí pozici až do roku 1935, kdy z podniku odešel kvůli nepřijetí svých návrhů nové modelové řady.

### Po válce
Novotný začal po roce 1945 pracovat pro Ústav pro výzkum motorových vozidel, kde byl zaměstnán až do odchodu do důchodu roku 1958. Zemřel 9. ledna 1965 v Praze ve věku 72 let.

## Konstrukce automobilů
Konstrukce automobilů, u nichž je jako autor uveden Břetislav Novotný:
- Novo
- Omega
- Disk
- Aero 500